# Marele Premiu al Spaniei din 2018
Marele Premiu al Spaniei din 2018 (cunoscut oficial ca Formula 1 Gran Premio de España Emirates 2018) a fost o cursă auto de Formula 1 ce s-a desfășurat pe 13 mai 2018 la Barcelona, Spania. Cursa a fost cea de-a cincea etapă a Campionatului Mondial de Formula 1 din 2018, fiind pentru a patruzeci și opta oară când s-a desfășurat o etapă de Formula 1 în Spania, cea de a douăzeci și opta oară când s-a desfășurat la Barcelona.
Pilotul Mercedes Lewis Hamilton a câștigat cursa, urmat fiind de colegul de echipă, finlandezul Valtteri Bottas, și de neerlandezul Max Verstappen de la Red Bull Racing-TAG Heuer. În clasamentul general al piloților, Lewis Hamilton are un avans de 17 puncte față de Sebastian Vettel de la Ferrari. În clasamentul constructorilor, Mercedes are 27 de puncte în fața celor de la Ferrari.

## Calificări
Calificările au avut loc pe 12 mai 2018, începând cu ora locală 15:00 CEST (UTC+2), ora 16:00 EEST.
| Poz.                  | Nr. | Pilot             | Constructor               | Timpi calificări | Timpi calificări | Timpi calificări | Grila finală |
| Poz.                  | Nr. | Pilot             | Constructor               | Q1               | Q2               | Q3               | Grila finală |
| --------------------- | --- | ----------------- | ------------------------- | ---------------- | ---------------- | ---------------- | ------------ |
| 1                     | 44  | Lewis Hamilton    | Mercedes                  | 1:17,633         | 1:17,166         | 1:16,173         | 1            |
| 2                     | 77  | Valtteri Bottas   | Mercedes                  | 1:17,674         | 1:17,111         | 1:16,213         | 2            |
| 3                     | 5   | Sebastian Vettel  | Ferrari                   | 1:17,031         | 1:16,802         | 1:16,305         | 3            |
| 4                     | 7   | Kimi Räikkönen    | Ferrari                   | 1:17,483         | 1:17,071         | 1:16,612         | 4            |
| 5                     | 33  | Max Verstappen    | Red Bull Racing-TAG Heuer | 1:17,411         | 1:17,266         | 1:16,816         | 5            |
| 6                     | 3   | Daniel Ricciardo  | Red Bull Racing-TAG Heuer | 1:17,623         | 1:17,638         | 1:16,818         | 6            |
| 7                     | 20  | Kevin Magnussen   | Haas-Ferrari              | 1:18,169         | 1:17,618         | 1:17,676         | 7            |
| 8                     | 14  | Fernando Alonso   | McLaren-Renault           | 1:18,276         | 1:18,100         | 1:17,721         | 8            |
| 9                     | 55  | Carlos Sainz Jr.  | Renault                   | 1:18,480         | 1:17,803         | 1:17,790         | 9            |
| 10                    | 8   | Romain Grosjean   | Haas-Ferrari              | 1:18,305         | 1:17,699         | 1:17,835         | 10           |
| 11                    | 2   | Stoffel Vandoorne | McLaren-Renault           | 1:18,885         | 1:18,323         |                  | 11           |
| 12                    | 10  | Pierre Gasly      | Scuderia Toro Rosso-Honda | 1:18,550         | 1:18,463         |                  | 12           |
| 13                    | 31  | Esteban Ocon      | Force India-Mercedes      | 1:18,813         | 1:18,696         |                  | 13           |
| 14                    | 16  | Charles Leclerc   | Sauber-Ferrari            | 1:18,661         | 1:18,910         |                  | 14           |
| 15                    | 11  | Sergio Pérez      | Force India-Mercedes      | 1:18,740         | 1:19,098         |                  | 15           |
| 16                    | 27  | Nico Hülkenberg   | Renault                   | 1:18,923         |                  |                  | 16           |
| 17                    | 9   | Marcus Ericsson   | Sauber-Ferrari            | 1:19,493         |                  |                  | 17           |
| 18                    | 35  | Serghéi Sirótkin  | Williams-Mercedes         | 1:19,695         |                  |                  | 19           |
| 19                    | 18  | Lance Stroll      | Williams-Mercedes         | 1:20,225         |                  |                  | 18           |
| Regula 107%: 1:22,423 |     |                   |                           |                  |                  |                  |              |
| —                     | 28  | Brendon Hartley   | Scuderia Toro Rosso-Honda | Fără timp        |                  |                  | 20           |
| Sursa:                |     |                   |                           |                  |                  |                  |              |

Note
- ^1 – Serghéi Sirótkin a primit o penalizare de trei locuri pe grila de stat pentru provocarea unei coliziuni în etapa anterioară.[3]
- ^2 – Brendon Hartley nu a reușit să obțină un timp echivalent cu cerința de 107% din timpul primului clasat și i s-a permis să concureze în cursă de către organizatori. A primit și o penalizare de cinci locuri pe grila de start pentru o modificare neprogramată a cutiei de viteze.

## Cursa
Cursa a avut loc pe 13 mai 2018, începând cu ora locală 15:00 CEST (UTC+2), ora 16:00 EEST, și a durat 66 de tururi.
| Poz.   | Nr. | Pilot             | Constructor               | Tururi | Timp/Retras      | Grilă | Puncte |
| ------ | --- | ----------------- | ------------------------- | ------ | ---------------- | ----- | ------ |
| 1      | 44  | Lewis Hamilton    | Mercedes                  | 66     | 1:35:29,972      | 1     | 25     |
| 2      | 77  | Valtteri Bottas   | Mercedes                  | 66     | +20,593          | 2     | 18     |
| 3      | 33  | Max Verstappen    | Red Bull Racing-TAG Heuer | 66     | +26,873          | 5     | 15     |
| 4      | 5   | Sebastian Vettel  | Ferrari                   | 66     | +27,584          | 3     | 12     |
| 5      | 3   | Daniel Ricciardo  | Red Bull Racing-TAG Heuer | 66     | +50,058          | 6     | 10     |
| 6      | 20  | Kevin Magnussen   | Haas-Ferrari              | 65     | +1 tur           | 7     | 8      |
| 7      | 55  | Carlos Sainz Jr.  | Renault                   | 65     | +1 tur           | 9     | 6      |
| 8      | 14  | Fernando Alonso   | McLaren-Renault           | 65     | +1 tur           | 8     | 4      |
| 9      | 11  | Sergio Pérez      | Force India-Mercedes      | 64     | +2 tururi        | 15    | 2      |
| 10     | 16  | Charles Leclerc   | Sauber-Ferrari            | 64     | +2 tururi        | 14    | 1      |
| 11     | 18  | Lance Stroll      | Williams-Mercedes         | 64     | +2 tururi        | 18    |        |
| 12     | 28  | Brendon Hartley   | Scuderia Toro Rosso-Honda | 64     | +2 tururi        | 20    |        |
| 13     | 9   | Marcus Ericsson   | Sauber-Ferrari            | 64     | +2 tururi        | 17    |        |
| 14     | 35  | Serghéi Sirótkin  | Williams-Mercedes         | 63     | +3 tururi        | 19    |        |
| Ab     | 2   | Stoffel Vandoorne | McLaren-Renault           | 45     | Cutia de viteze  | 11    |        |
| Ab     | 31  | Esteban Ocon      | Force India-Mercedes      | 38     | Scurgere de ulei | 13    |        |
| Ab     | 7   | Kimi Räikkönen    | Ferrari                   | 25     | Turbo            | 4     |        |
| Ab     | 8   | Romain Grosjean   | Haas-Ferrari              | 0      | Accident         | 10    |        |
| Ab     | 10  | Pierre Gasly      | Scuderia Toro Rosso-Honda | 0      | Accident         | 12    |        |
| Ab     | 27  | Nico Hülkenberg   | Renault                   | 0      | Accident         | 16    |        |
| Sursa: |     |                   |                           |        |                  |       |        |

## Clasamentele campionatelor după cursă
|   | Poz. | Pilot            | Puncte |
| - | ---- | ---------------- | ------ |
|   | 1    | Lewis Hamilton   | 95     |
|   | 2    | Sebastian Vettel | 78     |
| 1 | 3    | Valtteri Bottas  | 58     |
| 1 | 4    | Kimi Räikkönen   | 48     |
|   | 5    | Daniel Ricciardo | 47     |

|   | Poz. | Constructor               | Puncte |
| - | ---- | ------------------------- | ------ |
| 1 | 1    | Mercedes                  | 153    |
| 1 | 2    | Ferrari                   | 126    |
|   | 3    | Red Bull Racing-TAG Heuer | 80     |
| 1 | 4    | Renault                   | 41     |
| 1 | 5    | McLaren-Renault           | 40     |